# Witbuiktoerako
De witbuiktoerako (Crinifer leucogaster, synoniem Corythaixoides leucogaster) wordt soms ook witbuikloeri genoemd en is een veel voorkomende vogel in Afrika uit de toerakofamilie.

## Uiterlijk
De vogel wordt ongeveer 51 centimeter lang en weegt 170 tot 200 gram. Hij heeft een lange, puntige grijs met zwarte staart met aan de onderzijde van de staart een witte band. Op de vleugel zit een witte vlek en de onderkant van de vleugel is tevens wit van kleur. De buik van de vogel is in zijn geheel wit, waaraan hij ook zijn naam te danken heeft. De poten van de vogel zijn grijs en de snavel is bij het mannetje zwart en bij het vrouwtje donkergroen. De vogel heeft een lange donkere kuif.

## Leefgebied
De vogel komt algemeen voor in oostelijk Afrika. Hij is te vinden in Soedan, Ethiopië, Somalië, Oeganda, Kenia en Tanzania. Hij wordt voornamelijk aangetroffen op de savannes en in de halfwoestijnen met voldoende begroeiing zoals acacia tussen zeeniveau en 2000 meter hoogte.

## Gedrag
De vogel verplaatst zich luidruchtig alleen, in stelletjes of in kleine groepjes rond. De vogel heeft een trage vlucht en laat grote delen van de vlucht zich voort zweven.

## Voedsel
Het dieet van deze vogel bestaat voornamelijk uit fruit zoals papaja en guave aangevuld met bloemen, scheuten, zaden en soms insecten.

## Voortplanting
De vogel bouwt zijn nest veelal in een acaciaboom op een hoogte van tussen de 3 tot 12 meter boven de grond. Het vrouwtje legt twee of drie dofblauw-groene eieren welke na een broedperiode van 27 tot 28 dagen uitkomen. De kuikens hebben een donkere grijsbruine donsvacht met een kale plek rondom de ogen. Zowel het mannetje als vrouwtje voeden de jongen. De witbuiktoerako's die in kleine groepen leven krijgen soms hulp van de andere vogels uit de groep. Deze helpen tevens mee met het bewaken van het nest tegen indringers.

## Geluid
Het geluid van de witbuiktoerako is vrij herkenbaar. Het schaapachtige nasale haa-haa-haa wordt vaak afgewisseld door een enkele of herhaaldelijke goewaa. De Engelse benaming, white-bellied go-away-bird, heeft hij dan ook aan deze klank te danken.

## Afbeeldingen

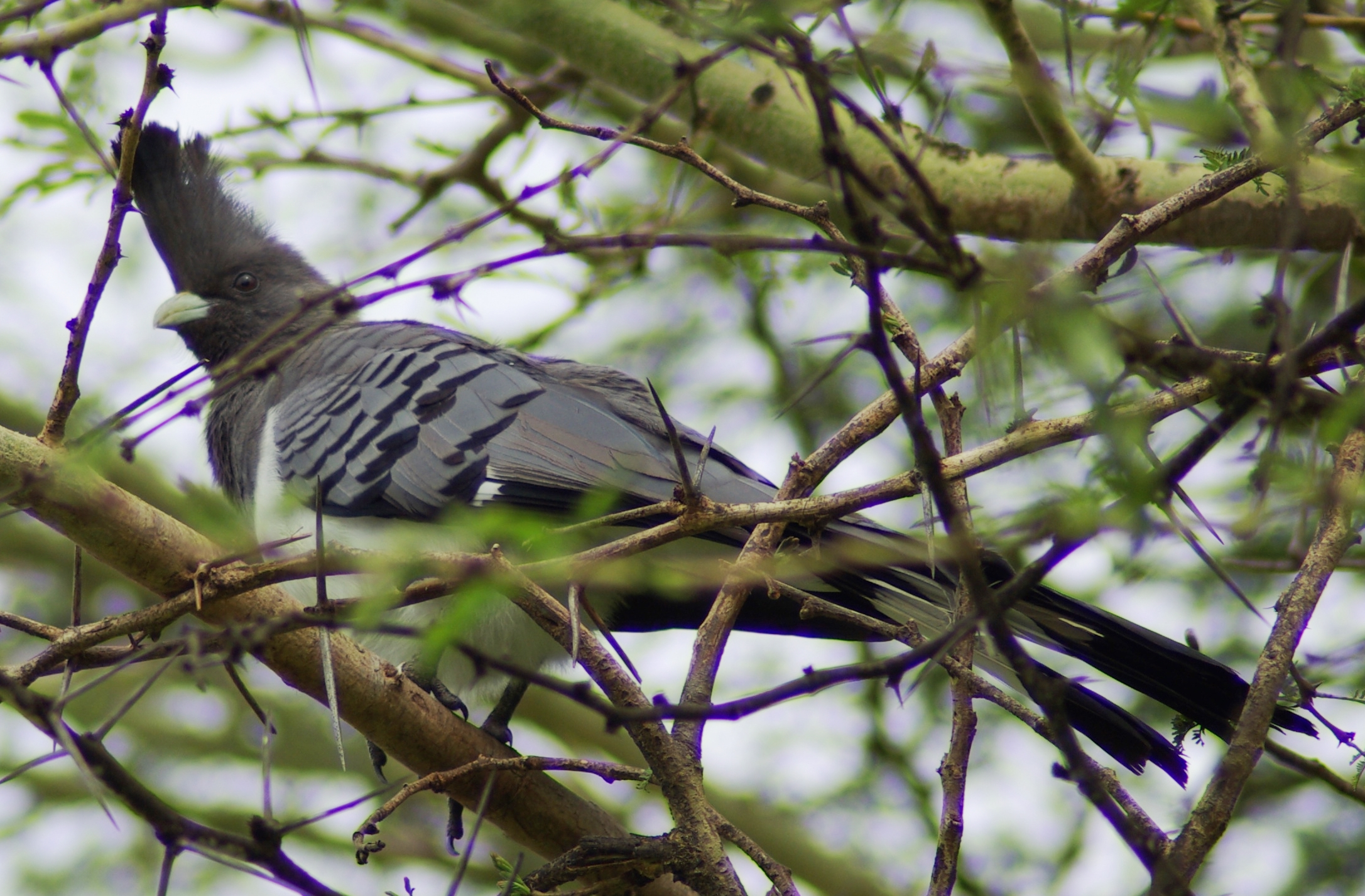
Witbuiktoerako vrouwtje
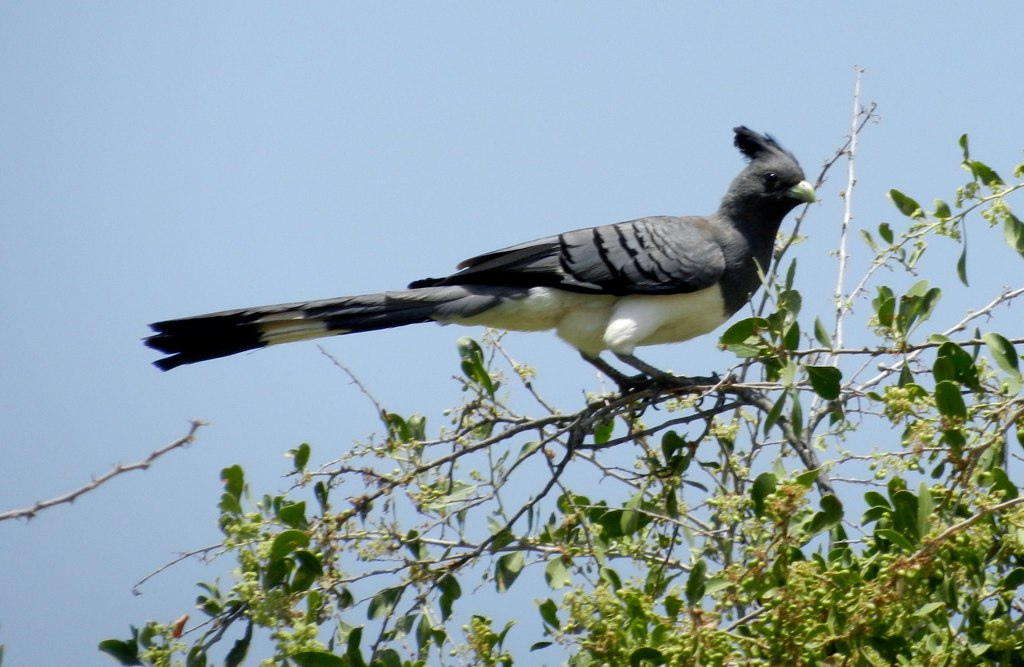
Witbuiktoerako vrouwtje
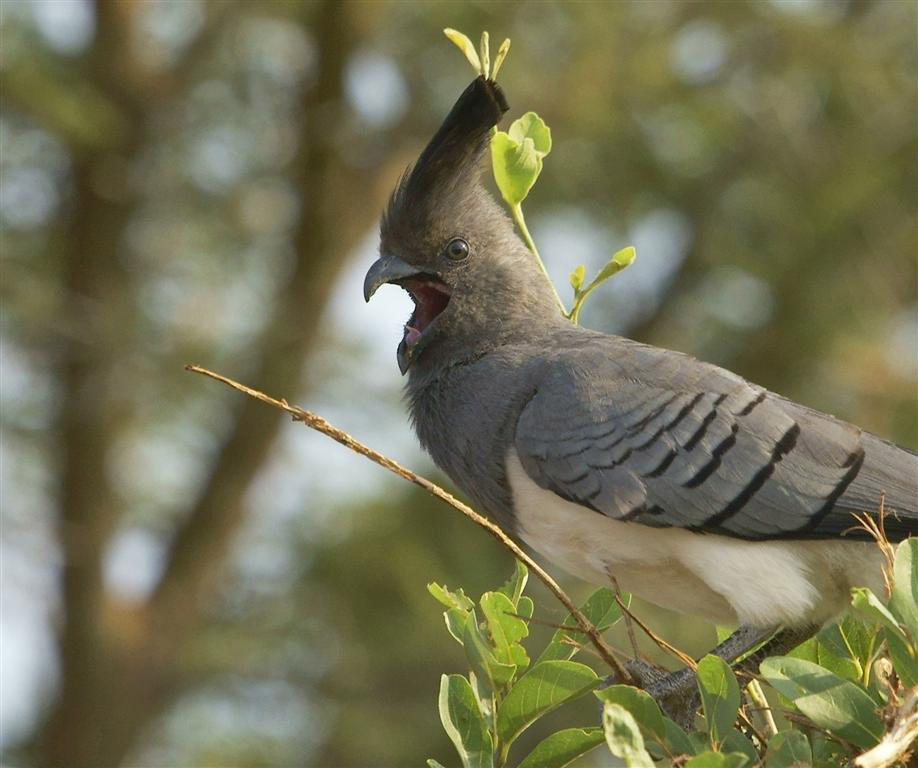
Witbuiktoerako mannetje
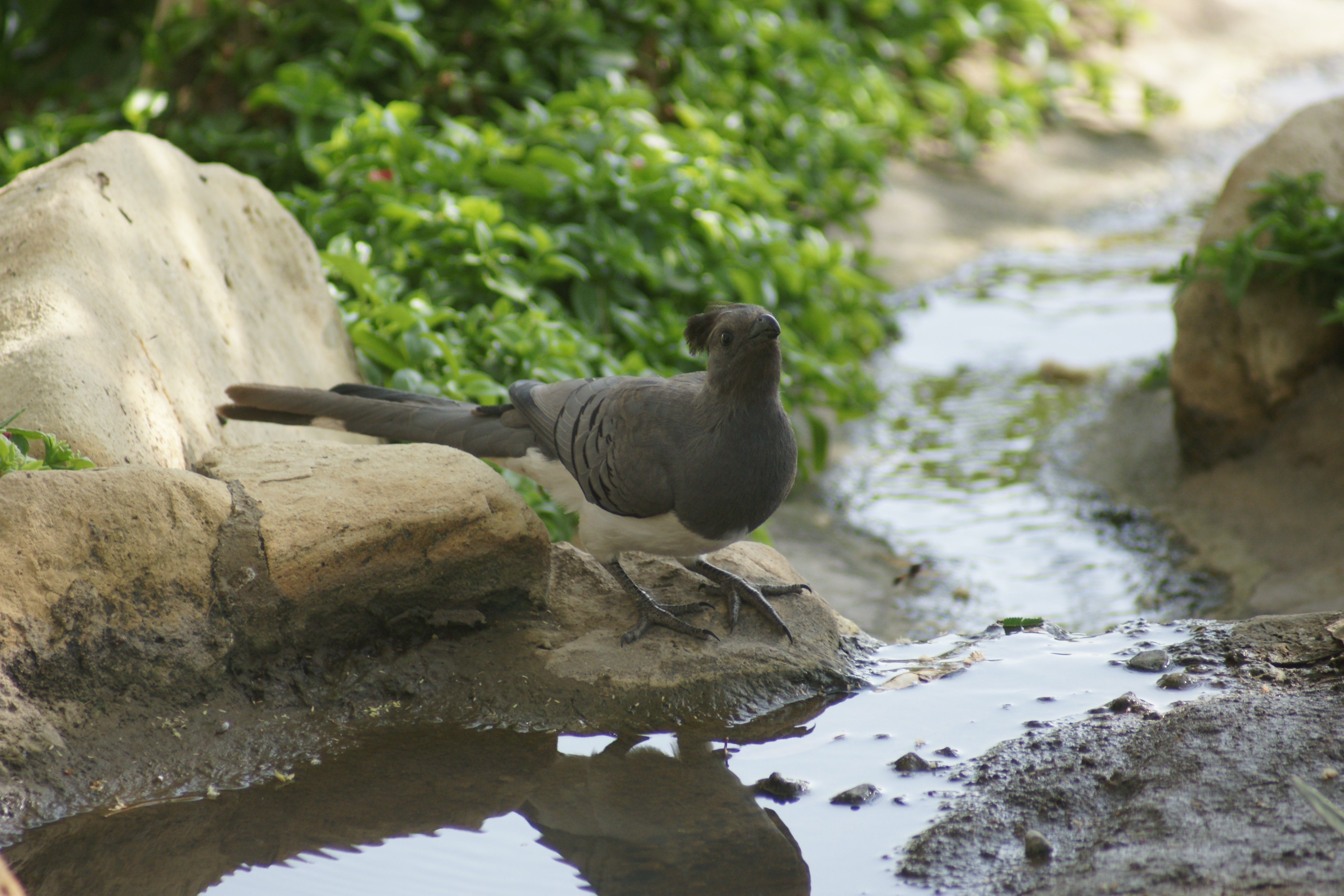